# Diversidad sexual en Togo
Las personas del colectivo LGBT+ en Togo se enfrentan a ciertos desafíos legales y sociales no experimentados por otros residentes. Las relaciones sexuales consensuales entre personas del mismo sexo aun no han sido despenalizadas en Togo. A partir de 2020, existe una disposición legal contra la difamación homofóbica.

## Legislación y derechos

### Despenalización de la homosexualidad
De acuerdo con el informe Country Reports on Human Rights Practices for 2016 del Departamento de Estado de los Estados Unidos.

El artículo 392 del Código Penal prohíbe "los actos contra la naturaleza cometidos con un individuo de su sexo", ampliamente entendida como una referencia a la actividad sexual con personas del mismo sexo. La ley prevé que una persona condenada por participar en actividades sexuales consensuadas entre personas del mismo sexo puede ser condenada a entre uno y tres años de prisión y ser multada con entre uno y tres millones de francos CFA (entre 1.520 y 4.560 euros), pero la ley no se aplicó directamente. En aquellas ocasiones en que la policía arrestó a alguien por dedicarse a actividades sexuales consensuadas de pareja, el cargo fue por lo general por alguna otra infracción como justificación de la detención, como molestar la paz o orinar en público. Ninguna ley permite a las personas transexuales cambiar los marcadores de género en documentos de identidad emitidos por el gobierno.
Un borrador revisado del código penal, debatido por un comité de redacción de la Asamblea Nacional en agosto y septiembre de 2015, no alteró el artículo 392. El proyecto incluía un nuevo texto en un artículo separado que castigaría a cualquiera que ofendiera la "moralidad pública" a través de discursos, escritos, imágenes y otros medios. Esto vino a pesar de la presión internacional sobre la legislatura para utilizar la actualización amplia del código penal para eliminar el lenguaje discriminatorio. Varios grupos LGBTI expresaron su oposición a la revisión del Código Penal, emitiendo comunicados de prensa llamando a los legisladores a eliminar el Artículo 392. No hubo represalias manifiestas contra estos grupos por parte de las autoridades.

## Legislación contra la discriminación
No existen protecciones legales amplias contra la discriminación por orientación sexual o identidad de género. Sin embargo, el artículo 5 del Código de Prensa y Comunicaciones (Ley 2020-001) define la difamación como una "acusación falsa que daña el honor y la reputación de una persona. La difamación puede ser racista, sexista u homófoba". La ley prohíbe la difusión de comentarios difamatorios y los mensajes publicitarios difamatorios.

## Condiciones sociales
La Ley prohíbe la promoción de la inmoralidad. Las personas LGBT se enfrentan a la discriminación social en el empleo, la vivienda y el acceso a la educación y la atención sanitaria. Las leyes antidiscriminatorias vigentes no se aplican a las personas LGBT. La ley prohíbe la discriminación en el empleo y la ocupación basada en la raza, el género, la discapacidad, la ciudadanía, el origen nacional, la opinión política y el idioma, pero no prohíbe específicamente esa discriminación basada en la orientación sexual, la identidad de género y el estado seropositivo u otras enfermedades transmisibles.
El gobierno permitió a los grupos LGBT inscribirse en el Ministerio de Asuntos Territoriales como grupos relacionados con la salud, particularmente aquellos enfocados en la prevención del VIH/SIDA. Los activistas dijeron que la violencia contra las personas LGBT era común, pero la policía ignoró las quejas. La mayoría de las organizaciones de derechos humanos, incluyendo la CNDH, se negaron a abordar las preocupaciones LGBT.